# Confession religieuse
Une confession religieuse ou dénomination religieuse est un sous-groupe à l'intérieur d'une religion qui opère sous un nom, une tradition et une identité communs.

## Terminologie
En français, le mot confession peut notamment désigner une appartenance religieuse.
Dans une approche de pluralisme, le terme confession représente un regroupement religieux autonome dans une religion,.

## Hindouisme
Dans l'hindouisme, une confession peut faire référence shivaïsme, le shaktisme et le Vaishnava,.

## Judaïsme
Dans le judaïsme, une confession peut faire référence aux courants orthodoxe, Massorti, libéral, reconstructionniste.

## Christianisme
L’appellation confession chrétienne est parfois utilisée pour parler des principales branches du christianisme, soit le catholicisme, le christianisme orthodoxe et le protestantisme (avec sa branche évangélique),,,,. Le christianisme orthodoxe est organisé en Églises autocéphales indépendantes les unes des autres d’un point de vue juridique et spirituel. 
Le terme « dénomination » est également utilisé dans le même sens, particulièrement dans le protestantisme, qui, particulièrement dans sa branche évangélique, est composé de diverses dénominations qui sont autonomes, même si la majorité a des liens de coopération avec d’autres dénominations aux niveaux national et mondial,,,.

## Islam
Dans l'islam, une confession peut faire référence au sunnisme et au chiisme, deux courants de l'islam.